# Good News (film 1947)
Good News è un film statunitense del 1947 diretto da Charles Walters.
Il film si basa sul musical omonimo Good News del 1927, scritto da Laurence Schwab, composto da Ray Henderson con testi di B.G. DeSylva e Lew Brown. Si tratta del secondo adattamento cinematografico di questo musical dopo Good News, film del 1930 diretto da Nick Grinde.